# Caquexia
La caquexia (del griego καχεξία [kachexía], ‘mala constitución’) es un estado de extrema desnutrición, atrofia muscular, fatiga y debilidad. Es un síndrome complejo asociado a una enfermedad subyacente, que causa una pérdida muscular continua que no se revierte por completo con suplementos nutricionales. Una variedad de enfermedades pueden causar caquexia, siendo las más comunes el cáncer, la insuficiencia cardíaca congestiva, la enfermedad pulmonar obstructiva crónica, la enfermedad renal crónica y el sida. La inflamación sistémica causada por estas afecciones puede causar cambios perjudiciales en el metabolismo y la composición corporal. A diferencia de la pérdida de peso por una ingesta calórica inadecuada, la caquexia causa principalmente pérdida muscular en lugar de pérdida de grasa. El diagnóstico de la caquexia puede ser difícil debido a la falta de criterios diagnósticos bien establecidos. La caquexia puede mejorar con el tratamiento de la enfermedad subyacente, pero otros enfoques de tratamiento tienen un beneficio limitado. La caquexia se asocia con un aumento de la mortalidad y una mala calidad de vida.

## Etiología
Puede ser síntoma de algunas enfermedades; cuando un paciente presenta caquexia, los médicos generalmente consideran la posibilidad de cáncer, de algunas enfermedades infecciosas como tuberculosis y sida y de algunos trastornos autoinmunes (elevados niveles de factor de necrosis tumoral en la sangre). La caquexia debilita físicamente a los pacientes hasta un estado de inmovilidad causado por la anorexia, la astenia y la anemia, y habitualmente la respuesta a los tratamientos comunes es muy baja.
Si bien la caquexia puede ser causada por diversas afecciones médicas, se le asocia con mayor frecuencia a un cáncer terminal, conocida como caquexia por cáncer. Alrededor del 50 % de todos los pacientes con cáncer desarrollan caquexia. Aquellos con cánceres del tracto gastrointestinal superior y del páncreas tienen la mayor frecuencia de desarrollar un síntoma caquéxico. La prevalencia de la caquexia aumenta en etapas más avanzadas y se estima que afecta al 80 % de los pacientes con cáncer terminal.
La insuficiencia cardíaca congestiva, el sida, la enfermedad pulmonar obstructiva crónica y la enfermedad renal crónica son otras afecciones que a menudo causan caquexia. La caquexia también puede ser el resultado de etapas avanzadas de fibrosis quística, esclerosis múltiple, enfermedad de la neurona motora, enfermedad de Parkinson, demencia, tuberculosis, atrofia multisistémica, envenenamiento por mercurio, enfermedad de Crohn, tripanosomiasis, artritis reumatoide y enfermedad celíaca, así como otras enfermedades sistémicas.

## Fisiopatología
No se entiende bien el mecanismo exacto por el cual tales enfermedades causan caquexia y es probable que sea multifactorial con múltiples vías patológicas implicadas. Las citoquinas inflamatorias parecen desempeñar un papel central, entre ellas el factor de necrosis tumoral (también conocido como «caquexina» o «caquectina»), el interferón gamma y la interleucina-6. Se ha demostrado que el factor de necrosis tumoral tiene un efecto catabólico directo sobre el músculo esquelético y el tejido adiposo a través de la vía ubicuitino-proteosómica. Este mecanismo implica la formación de especies reactivas de oxígeno que conducen a la regulación positiva (o al alza) del factor de transcripción NF-κB. El NF-κB es un regulador conocido de los genes que codifican citoquinas y receptores de citoquinas. El aumento de la producción de citoquinas induce proteólisis y degradación de proteínas miofibrilares. La inflamación sistémica también provoca una síntesis proteica reducida a través de la inhibición de la vía Akt/mTOR.
Aunque muchos tejidos y tipos de células diferentes pueden ser responsables del aumento de las citoquinas circulantes, la evidencia indica que los tumores en sí mismos son una fuente importante de factores que pueden promover la caquexia en el cáncer. Moléculas derivadas de tumores, tales como el factor movilizador de lípidos, el factor inductor de proteólisis o proteínas desacopladoras mitocondriales, pueden inducir la degradación de proteínas y contribuir a la caquexia. La inflamación no controlada en la caquexia puede conducir a una tasa metabólica en reposo elevada, lo que aumenta aún más las demandas de proteínas y fuentes de energía.
También hay evidencia de alteración en los circuitos de control de la alimentación en la caquexia. Niveles altos de leptina, una hormona secretada por adipocitos, bloquean la liberación del neuropéptido Y, que es el péptido estimulador de la alimentación más potente en la red orexigénica hipotalámica, lo que conduce a una disminución de la ingesta de energía a pesar de la alta demanda metabólica de nutrientes.
Recientes investigaciones han puesto el énfasis en que en el estado de caquexia se reemplaza el denominado tejido adiposo blanco por grasa parda en el que se produce un incremento de gasto de energía. Este fenómeno de «pardeamiento de la grasa blanca» ocurre antes de la atrofia muscular característica del estado caquéctico ya instaurado. Este fenómeno de pardeamiento del tejido adiposo estaría inducido por distintos mediadores de la inflamación y la citoquina Interleucina-6 (IL-6). Si se consiguiera de alguna forma controlar el paso de grasa blanca a parda se podría aminorar la gravedad de la caquexia. Al tiempo se ha encontrado también un vínculo molecular con el pardeamiento de la grasa blanca que es el aumento de la expresión de la proteína UCP1 encargada de desacoplar la respiración mitocondrial hacia la producción de calor o termogénesis en lugar de hacia la síntesis de ATP lo que en los ratones caquécticos en los que se ha estudiado lleva a un aumento de la movilización de los lípidos y a un incremento del gasto energético. Tanto la inflamación crónica como la IL-6 aumentan en los cipocitos la expresión de UCP1. En los primeros ensayos siguiendo este modelo se ha conseguido que los tratamientos que controlan la inflamación, así como el uso de bloqueantes β-adrenérgicos (β-bloqueadores), reduzcan el fenómeno de pardeamiento adiposo.